# Anna Kasprzak

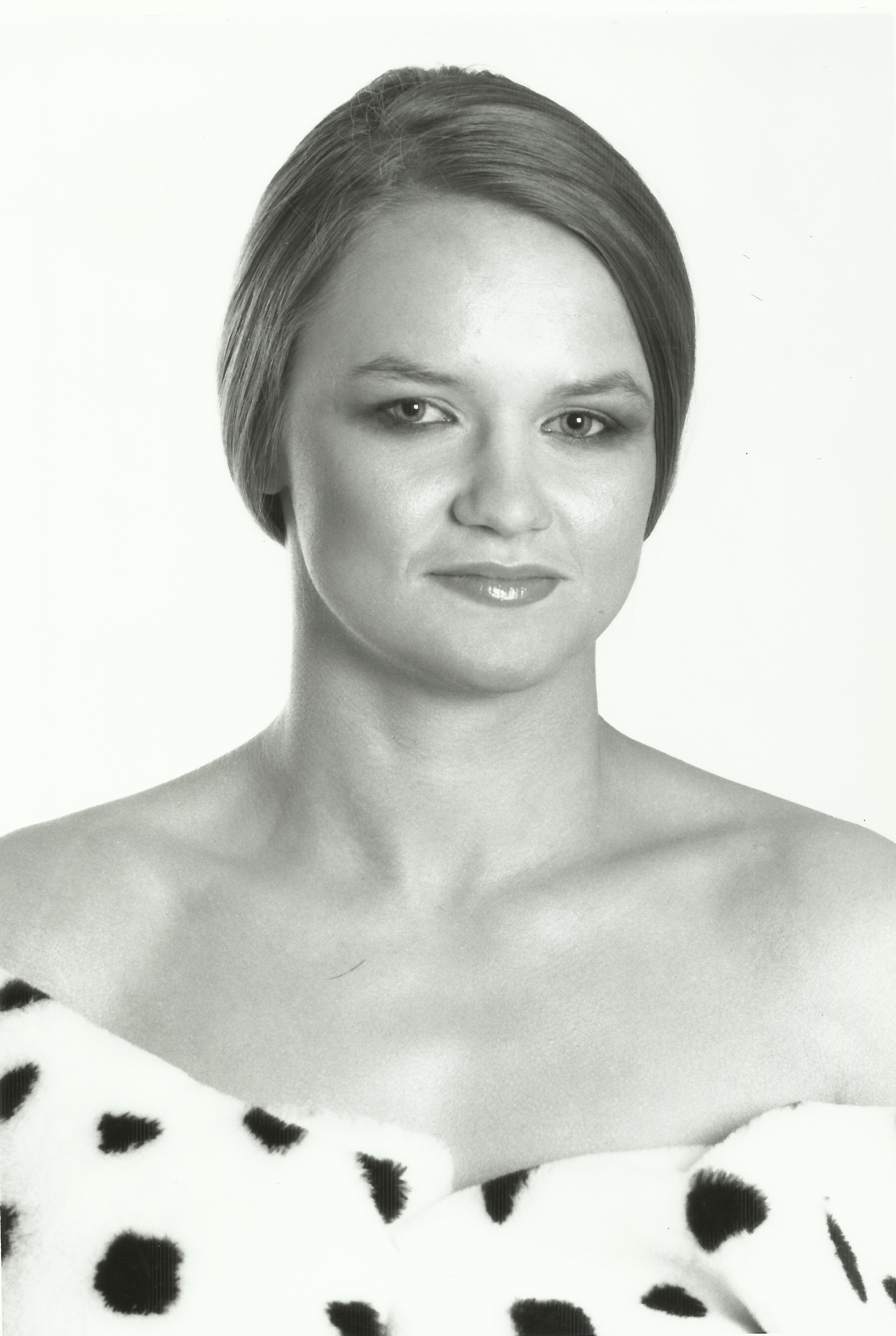
Anna Kasprzak

Anna Kasprzak (ur. 19 września 1975 w Tychach) – polska kickboxerka, wielokrotna mistrzyni świata, Europy i Polski.
Honorowa członkini Polskiego Związku Kickboxingu na pozycji 38.

## Życiorys
Jest wielokrotną medalistką Mistrzostw świata i Europy w kick-boxingu. Dwukrotną złotą medalistką Mistrzostw Świata w kickboxingu w walkach Full Contact.
Przygodę ze sportem zaczynała od trenowania koszykówki w Szkolnym Klubie Sportowym przy szkole Podstawowej nr 13 w Tychach. Uczęszczała na zajęcia z Samoobrony prowadzone przez trenera Daniela Mędrzaka w Szkole Podstawowej nr 36 w Tychach. Pierwsze treningi kick-boxingu rozpoczęła w Klubie Lech-Tychy (trener Leszek Kocibowski). Następnie trenowała w Jaworznie pod okiem Fiodora Łapina. Członkini Klubu Gwardia Warszawa – trenerzy: Stanisław Łakomiec, Roman Misiewicz, Paweł Skrzecz.
Pracowała jako chorąży w Biurze Ochrony Rządu, od 2018 jako oficer Służby Ochrony Państwa. Anna Kasprzak regularnie wykonuje misję społeczną prowadząc kursy samoobrony dla kobiet w wielu miastach w Polsce.

## Wygrane walki, osiągnięcia, tytuły
- 1994 – 2. miejsce, srebrny medal (60 kg) w Full Contact na Mistrzostwach Europy w Helsinkach (Finlandia)[5][6]
- 1995 – 2. miejsce, srebrny medal (60 kg) w Full Contact na Mistrzostwach Świata w Kijowie (Ukraina)[5][6]
- 1996 – 1. miejsce, złoty medal (60 kg) w Full Contact na Mistrzostwach Europy w Belgradzie (Jugosławia)[5][6]
- 1996 – 2. miejsce, srebrny medal (60 kg) w Light Contact na Mistrzostwach Europy w Caorle (Włochy)[5][6]
- 1997 – 1. miejsce, złoty medal (60 kg) w Light Contact na Mistrzostwach Świata w Dubrowniku (Chorwacja)[5][6]
- 27–30 listopada 1997 – 2. miejsce, srebrny medal (60 kg) w Full Contact na Mistrzostwach Świata w Gdańsku (Polska)[5][6]
- 1–6 grudnia 1998 – 2. miejsce, srebrny medal (60 kg) w Full Contact na Mistrzostwach Europy w Leverkusen (Niemcy)[5][6]
- 1999 – 1. miejsce, złoty medal (60 kg) w Full Contact na Mistrzostwach Świata w Caorle (Włochy)[5][6]
- 22–26 października 2003 – 1. miejsce, złoty medal (60 kg) w Full Contact na Mistrzostwach Świata w Paryżu (Francja)[5][6]
- 2004 – 3. miejsce, brązowy medal, Mistrzostwa Europy w boksie Riccione (Włochy)[7]
- 2006 – 3. miejsce, brązowy medal, Mistrzostwa Europy w boksie Warszawa (Polska)[8]